# Sheri McCoy
Sherilyn S. McCoy (1959) é uma cientista e executiva estadunidense. Ela é ex- CEO da Avon Products e ex-vice-presidente e membro do escritório do presidente da Johnson & Johnson, onde era responsável pelas divisões de negócios farmacêuticos e de consumo da empresa. Ela foi nomeada vice-presidente em janeiro de 2011, e logo em seguida foi nomeada pela Fortune Magazine, como a 10ª mulher em sua lista das "50 mulheres mais poderosas nos negócios", uma lista na qual ela está desde 2008. Em fevereiro de 2012, ela renunciou ao emprego na Johnson & Johnson após 30 anos e foi posteriormente nomeada CEO da Avon Products. Em agosto de 2012, ela foi reconhecida como a 39ª mulher mais poderosa do mundo pela revista Forbes.

## Infância e educação
Sherilyn S. "Sheri" McCoy nasceu em 1959, em Quincy, Massachusetts. Ela frequentou a Universidade de Massachusetts, Dartmouth, obtendo seu diploma de bacharel em química têxtil. Em 1982, ela obteve um mestrado em engenharia química pela Universidade de Princeton. Ela recebeu seu Master of Business Administration em 1988, pela Rutgers University. Ela detém cinco patentes registradas nos Estados Unidos e na Europa.

## Carreira

### Johnson & Johnson
McCoy ingressou na Johnson & Johnson como engenheira química em 1982, onde se concentrou em pesquisa e desenvolvimento de produtos para a saúde da mulher. Ela acabou sendo promovida para liderar a divisão de pesquisa e desenvolvimento da empresa, que foi seguida por um cargo como presidente global da divisão da empresa que desenvolvia produtos que atendiam às necessidades de bebês, juntamente com produtos que tratavam pequenos ferimentos e feridas. Em 2005, ela foi nomeada presidente da divisão de dispositivos Ethicon Endo-Surgery, onde era responsável pelos negócios na América Latina. Ela atuou simultaneamente como membro do Comitê Operacional do Grupo de Dispositivos Médicos e Diagnósticos.

### Grupo de Cuidados Cirúrgicos e Farmacêuticos
Em 2008, McCoy foi nomeada para presidir o Grupo de Cuidados Cirúrgicos. Esse papel de liderança a estabeleceu como membro do Comitê Executivo da empresa e uma das executivas de mais alto escalão na indústria global de medicamentos. Em 1º de janeiro de 2009, ela foi promovida para servir a Johnson & Johnson como presidente mundial do Grupo Farmacêutico, onde era responsável pelo desenvolvimento e distribuição de novos produtos, além de aquisições e parcerias. Ela também liderou o grupo durante processos judiciais e perda de exclusividade de patente. Em 2010, foi promovida a vice-presidente da empresa.

### CEO da Avon
Em fevereiro de 2012, após 30 anos de trabalho na Johnson & Johnson, McCoy foi preterida para uma promoção para suceder William C. Weldon como CEO. Quando Alex Gorsky, chefe da associação comercial da indústria conhecida como Pharmaceutical Research and Manufacturers of America (PhRMA) e CEO da Novartis foi nomeado para suceder Weldon, McCoy renunciou à Johnson & Johnson, em 18 de abril de 2012.
Em março de 2012, a fabricante francesa de produtos de beleza Coty tentou adquirir a Avon Products, apresentando uma oferta de compra não solicitada de US$ 10 bilhões. A oferta foi rejeitada pelos acionistas da Avon, que acreditavam que a empresa valia mais, afirmando que a oferta monetária estava muito abaixo do valor de mercado que seria viável sob a liderança de um novo CEO. Em 9 de abril de 2012, apenas duas semanas após a rejeição da aquisição, McCoy foi anunciada como a escolhida para liderar a Avon Products como sua nova CEO, a partir de 23 de abril de 2012.
No início de agosto de 2017, Sheri McCoy foi “demitida sem justa causa” de seu cargo de CEO da Avon. Ela estava negociando uma saída desde junho. As vendas estavam deprimidas há vários anos.

## Membros do conselho
Enquanto trabalhava na Johnson & Johnson, McCoy representou a empresa como membro do Conselho de Administração da PhRMA, do Fórum Nacional de Qualidade e da Mesa Redonda sobre Valor e Cuidados de Saúde Orientados pela Ciência do Instituto de Medicina.
Após sua nomeação como CEO da Avon Products, McCoy continua a atuar no Conselho de Administração da For Inspiration and Recognition of Science and Technology (FIRST), uma organização sem fins lucrativos com sede em Manchester, New Hampshire, que se concentra no desenvolvimento de programas projetados para inspirar estudantes a considerar uma carreira nas áreas de engenharia e tecnologia. Ela também é membro do Gabinete de Líderes de Negócios do Presidente da Rutgers University, ao mesmo tempo em que atua no conselho do Stonehill College, uma faculdade de artes liberais católica romana localizada em Easton, Massachusetts.
Em outubro de 2017, McCoy foi nomeada diretora não-executiva da AstraZeneca.

## Honras e prêmios
- 2008: # 44 "50 mulheres mais poderosas nos negócios" - Fortune Magazine[14]
- 2009: # 14 "50 mulheres mais poderosas nos negócios" - Fortune Magazine[15]
- 2010: # 12 "50 mulheres mais poderosas nos negócios" - Fortune Magazine[16]
- 2011: # 10 "50 mulheres mais poderosas nos negócios" - Fortune Magazine[1]
- 2012: # 7 "Mãe mais poderosa de 2012" - Revista Working Mother[17]
- 2012: # 15 "Mulheres mais poderosas do mundo nos negócios" - Revista Forbes[18]
- 2012: # 39 "Mulheres mais poderosas do mundo de 2012" – Revista Forbes[2]

## Patentes
Absorventes higiênico com abas
- US4900320: Data de depósito: 16 de junho de 1986; Data de emissão: 13 de fevereiro de 1990
- EP0249924: Data de depósito: 15 de junho de 1987; Data de emissão: 4 de março de 1992

Absorventes
- USD327319: Data de depósito: 9 de fevereiro de 1990; Data de emissão: 23 de junho de 1992

Absorvente
- USD346213: Data de depósito: 10 de novembro de 1992; Data de emissão: 19 de abril de 1994

Absorvente
- USD352554: Data de depósito: 16 de novembro de 1992; Data de emissão: 15 de novembro de 1994

Absorventes com centro elevado e bordas levantadas
- US5599337: Data de depósito: 2 de maio de 1994; Data de emissão: 4 de fevereiro de 1997
- EP0685212: Data de depósito: 28 de fevereiro de 1995; Data de emissão: 4 de dezembro de 2002